# Colobochyla rufa
Colobochyla rufa là một loài bướm đêm trong họ Erebidae.